# Demonax reticulatus
Demonax reticulatus är en skalbaggsart som först beskrevs av Jordan 1894.  Demonax reticulatus ingår i släktet Demonax och familjen långhorningar. Inga underarter finns listade i Catalogue of Life.